# Úna
Úna ist ein irisch-gälischer weiblicher Vorname. Der Name bedeutet „Lamm“. Alternative Schreibweisen sind Una, Oona und Oonagh.

## Namensträgerinnen
- Una Mae Carlisle (1915–1956), US-amerikanische Sängerin, Songwriterin und Pianistin
- Una Dirks (* 1961), deutsche Sprach- und Erziehungswissenschaftlerin
- Una Duval (1879–1975), britische Suffragette und Ehe-Reformerin
- Una Foden (* 1981 als Una Healy), irische Singer-Songwriterin und Mitglied der Girlgroup The Saturdays
- Una Helga Moehrke (* 1953), deutsche bildende Künstlerin
- Una Lucy Fielding (1888–1969), australische Neuroanatomin
- Una McCormack (* 1972), britische Schriftstellerin
- Una Merkel (1903–1986), US-amerikanische Schauspielerin
- Una H. Moehrke (* 1953), deutsche bildende Künstlerin mit Schwerpunkt Malerei, Zeichnung und Performance
- Una Morris (* 1947), jamaikanische Sprinterin
- Úna Ní Dhonghaíle, irische Filmeditorin
- Úna Ní Raifeartaigh (* 1966), irisch-amerikanische Juristin, seit 2024 Richterin am Europäischen Gerichtshof für Menschenrechte
- Una O’Connor (1880–1959), irische Schauspielerin
- Una Olsen (* 1982), färöische Fußballspielerin
- Una Platts (1908–2005), neuseeländische Kunsthistorikerin und -kuratorin
- Una Pope-Hennessy (1875–1949), englische Übersetzerin, Sachbuchautorin und Biografin
- Una Röhr-Sendlmeier (* 1954), deutsche Psychologin, Erziehungswissenschaftlerin und Linguistin
- Una Stubbs (1937–2021), britische Schauspielerin
- Una Troy (1910–1993), irische Schriftstellerin